# Georg Loewenstein
Georg Wolfgang Loewenstein (* 18. April 1890 in Breslau; † 27. Mai 1998 in Largo (Florida)) war ein deutscher Dermatologe, Sexualwissenschaftler und Sozialhygieniker. Während der Weimarer Republik war er Stadtarzt in Nowawes und in Berlin-Lichtenberg.

## Leben und Wirken
Sein Vater Julius Loewenstein war ein nach Börsenspekulationen verarmter Kaufmann und seine Mutter Auguste Löwenstein-Klettschoff. Als Freischüler besuchte Georg Loewenstein das Königliche Wilhelms-Gymnasium in Berlin. An den Universitäten Rostock und Berlin studierte er Medizin. Im Ersten Weltkrieg war er 40 Monate lang Frontsoldat und wurde schwer verletzt. Die Kriegserlebnisse machten ihn zum Pazifisten und Sozialisten. Er wurde unter anderem Mitglied im »Verein sozialistischer Ärzte« (VSÄ) und im Verein für Frauen- und Jugendschutz.
Nach Kriegsende schloss er über sechs Monate lang sein Medizinstudium im Juni 1920 mit dem Staatsexamen ab und wurde  approbiert. Gleichzeitig arbeitete er als Medizinalpraktikant beim Gynäkologen Ernst Bumm. Dieser machte ihn mit dem Dermatologen Alfred Blaschko bekannt, der ihn als Privatsekretär beschäftigte und weiter an Felix Pinkus vermittelte. Blaschko und Pinkus waren aktiv in der »Deutschen Gesellschaft zur Bekämpfung der Geschlechtskrankheiten« (DGBG). Georg Loewenstein redigierte die »Mitteilungen der DGBG« und er hielt Vorträge für die Gesellschaft. Daneben war er von 1919 bis 1922 unter Felix Pinkus Volontär- und später Assistenzarzt auf der Krankenstation des »Städtischen Obdachs«. Aus dieser Arbeit entstand 1922 seine Dissertation, mit der er zum Dr. med. promoviert wurde. Von 1921 bis 1933 war er Dozent am Kaiserin-Friedrich-Haus und von 1922 bis 1933 zudem im Kaiserin-Auguste-Viktoria-Säuglingsheim tätig. Seine Arbeitsschwerpunkte waren die sexuelle Aufklärung, Prostitution und Geschlechtskrankheiten.
Vom 2. Dezember 1922 bis zum 30. September 1925 war Georg Loewenstein Stadtarzt in Nowawes. Von 1921 bis 1922 war Max Hodann sein Vorgänger in diesem Amt gewesen. Aufgrund anhaltender Differenzen mit einem „machthungrigen und ehrgeizigen“ Amtmann, bei fehlender Rückendeckung durch einen „politisch farblosen“ Bürgermeister, musste Georg Loewenstein seine Arbeit in Nowawes als „nicht sehr erfolgreich“ einstufen.
1925 wurde er von der Stadtverordnetenversammlung Berlin-Lichtenberg zum Stadtarzt gewählt und angestellt. Am 1. April 1926 erfolgte seine Ernennung als Gemeindebeamter auf Lebenszeit. Zusammen mit dem Bezirksbürgermeister Alfred Siggel und dem Lichtenberger Stadtrat Ernst Torgler konnte er wichtige sozial- und gesundheitspolitische Innovationen umsetzen:
- Die Organisation einer Volksspeisung in Berlin-Lichtenberg.
- Die Einrichtung von naturalwirtschaftlicher Selbstversorgung im Krankenhaus Lichtenberg.
- Die Reorganisation der Armen- und Krankenpflege durch Anstellung von beruflichen Wohlfahrtspflegerinnen.
- Die Einrichtung von Beratungsstellen für Ehe- und Familienprobleme mit weitgehender Anerkennung der sozialen Indikation zum Schwangerschaftsabbruch.
- Die Einrichtung einer Schulfürsorge und einer nachgehenden Fürsorge für Strafentlassene.
- Zusammen mit dem Bauamt die Erstellung von Wohnungen unter Berücksichtigung neuester hygienischer Erkenntnisse (Luft und Licht).

In Berlin trafen sich die 20 Stadtärzte 14-täglich. Organisiert wurden diese Treffen von Alfred Korach, dem Stadtarzt in Berlin-Prenzlauer Berg. In guter Erinnerung war Georg Löwenstein auch die Zusammenarbeit mit Richard Roeder, dem Stadtarzt in Berlin-Treptow. Dagegen beurteilte er Richard Schmincke, den Stadtarzt von Berlin-Neukölln als „rücksichtlos aktiv … er wirkte wie ein Elefant im Porzellanladen.“
Die sich 1925 zuspitzenden Spannungen zwischen dem SPD-Flügel und dem KPD-Flügel innerhalb des »Vereins sozialistischer Ärzte« (VSÄ), insbesondere die nach seiner Einschätzung provozierend-überzogenen Forderungen des KPD-Flügels an die meist in öffentlicher Verantwortung stehenden SPD-Mitglieder, führten dazu, dass er sich ab 1925 zunehmend vom VSÄ abwandte.
Loewenstein war an der Ausarbeitung der Gesetze zur Bekämpfung der Geschlechtskrankheiten sowie deren Ausführungsbestimmungen beteiligt und Mitarbeiter eines Entwurfs für ein Reichsbewahrungsgesetz.
Am 18. April 1933 wurde Georg Löwenstein von Nationalsozialisten, darunter auch ehemalige Sozialdemokraten, aus seiner Dienststelle abgeholt und bei Freilauf niedrigster Instinkte unter Flüchen auf „Juden und Sozis“ öffentlich gedemütigt und gequält. Am 23. September erfolgte seine Entlassung aus dem Amt. Seine Nachfolge übernahm der Schularzt Runge, der für das Amt des Stadtarztes keinerlei Qualifikation besaß. Freunde und Bekannte, wie der Arbeitsmediziner Ernst Wilhelm Baader und der Sozialpädiater Fritz Rott wollten ihn plötzlich nicht mehr kennen.
1938 wanderte er nach England aus, wo er von Quäkern unterstützt wurde. Nach dem Ersten Weltkrieg war er Quäker geworden. Nachdem er aus Deutschland ausgebürgert wurde, stand er mittellos da. Ein Quäker stellte ihm sein Haus zur Verfügung und durch Vermittlung des Tropenmediziners Philip Henry Manson-Bahr (1881–1966) fand er eine Stellung für Tropenhygiene in London.
Er erhielt eine Berufung nach New Orleans als Ass. Prof. für Tropenhygiene. Als er nach New Orleans kam, war die Stelle bereits besetzt. Schließlich fand er eine Stelle als „Medizinal-Praktikant“ in einem der zwei katholischen Krankenhäuser von Chicago. Es gelang ihm, eine Ausnahmeregelung zu nutzen, nach der Ärzte mit Doktortitel bis zu einem bestimmten Termin nach erfolgreich abgelegtem Sprachexamen eine beschränkte Arbeitserlaubnis erhielten. 1947 erwog Georg Löwenstein, nach Deutschland zurückzukehren. An der Schweizer Grenze bei Stein am Rhein nahm er jedoch Abstand von diesem Ansinnen.
Seine Privatpraxis verlegte er Ende der 1950er Jahre von Chicago nach Dark Harbor in Maine.
1923 heiratete er Johanna Sabat (geboren am 11. Juli 1898). Am 19. August 1924 wurden die Kinder Ruth (Gallagher) und Peter Lu (Lansing) geboren. Drei seiner Brüder fielen im Ersten Weltkrieg, ein weiterer Bruder wurde in Berlin samt seiner Familie von einem Nationalsozialisten erschossen.
Im Mai 1980 nahm er am Berliner Gesundheitstag teil. Im Oktober 2006 wurde in Berlin-Lichtenberg die Georg-Löwenstein-Straße nach ihm benannt.

## Schriften (Auswahl)
- Kritische Betrachtungen und Beiträge zur Statistik der Geschlechtskrankheiten (1910–1921). In: Zeitschrift zur Bekämpfung der Geschlechtskrankheiten, 20 (1922), S. 138–187 = Diss. med. Berlin 27. Juli 1922
- Die Deutsche Gesellschaft zur Bekämpfung der Geschlechtskrankheiten,  Deutsche Gesellsch. zur Bekämpfung d. Geschlechtskrankheiten, Berlin 1923
- Welche praktischen Maßnahmen können getroffen werden, um vom reglementierten System zu e. System überzugehen, das d. Gerechtigkeit u. d. Ergebnissen d. Wissenschaft besser entspricht: Bericht. F. A. Herbig, Berlin 1924
- Geschlechtsleben und Geschlechts-Krankheiten. G. Birk, München 1928
- Heirats- und Eheberatung. Verlagsanstalt E. Deleiter, Dresden 1930

## Zeitschriftenbeiträge (Auswahl)
In: Der sozialistische Arzt
- Das Gesetz zur Bekämpfung der Geschlechtskrankheiten. Band I. Jg. (1925), Heft 2–3 (Juli), S. 24, Textarchiv – Internet Archive
- Kritische Betrachtungen zur ärztlichen Stellungnahme. Band I. Jg. (1925), Heft 4 (Dezember), S. 33.
- Das neue Gesetz zur Bekämpfung der Geschlechtskrankheiten. Band II. Jg. (1927), Heft 4 (März), S. 22–23, Textarchiv – Internet Archive.
- Gesundheitspolitische Forderungen des VSÄ. Band IV. Jg. (1928), Heft 1–2 (August), S. 29–32, Textarchiv – Internet Archive
- Gesundheitspolitische Forderungen des VSÄ. Band V. Jg. (1929), Heft 4 (Dezember), S. 153–157, Textarchiv – Internet Archive
- Leitsätze des VSÄ zur Studienreform. Band VI. Jg. (1930), Heft 2 (Mai), S. 72, Textarchiv – Internet Archive
- 4. Sitzung der Reichskommission Gesundheitswesen des Gesamtverbandes der Arbeitnehmer der öffentlichen Betriebe. Band VI. Jg. (1930), Heft 4 (Oktober), S. 182–184, Textarchiv – Internet Archive
- Zum Bewahrungsproblem.  Band VII. Jg. (1931), Heft 3 (März), S. 74–75, Textarchiv – Internet Archive